# Lakis Nikolaou
Pantelis "Lakis" Nikolaou (17 de julho de 1949) é um ex-futebolista profissional grego que atuava como defensor.

## Carreira
Lakis Nikolaou defendeu a Seleção Grega de Futebol, na histórica presença na Euro 1980.

## Ligações Externas
- Perfil em Fifa.com (em inglês)